# Херман I (Лотарингия)
Херман I (на немски: Hermann I „Pusillus“, наричан Малкия, Слабия, Нежния; † 996) е от 985 г. е пфалцграф на Лотарингия. Освен това той е владетел на няколко графства по река Рейн.

## Произход
Херман е син на граф Еренфрид II († 970) от фамилията Ецони и на Рихвара от Цюлпихгау († 963).

## Фамилия
Херман I се жени за Хайлвиг от Дилинген от фамилията на Свети Улрих, епископ на Аугсбург (923 – 973). Техните деца са:
- Ецо (* 955, † 21 май 1034), пфалцграф на Лотарингия от 1015 до 1034 г.; ∞ пр. 15 юни 991 г. за Матилда Саксонска († 4 декември 1025), дъщеря на император Ото II (Лиудолфинги). Неговите наследници се наричат Ецони.
- Хецелин I (Херман) († 20 ноември 1033), граф в Цюлпихгау
- Рихенза, 1040/49 абатиса на Нивел